# زخارف جصية

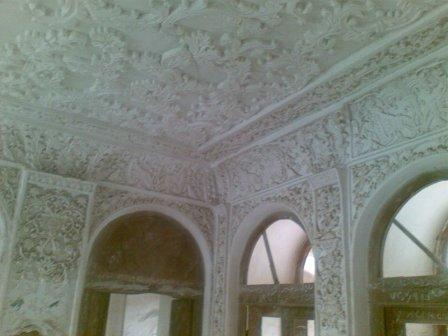
زخارف جصية في مبنى في إيران

الزخارف الجصية أو النقوش المجصصة أو اللاقونة هي مكون من مكونات مواد البناء والتشييد تتألف من مواد مركمة (داعمة) ومادة رابطة بالإضافة إلى الماء.
تضاف الزخارف الجصية بشكل رطب وتترك لتتقسى لتأخذ الشكل المطلوب. تطبق الزخارف الجصية على السقوف وعلى الجدران لإضافة جانب جمالي في العمارة، وخاصة على مواد البناء الأخرى ذات المظهر الأقل جمالية مثل الخرسانة أو الطوب أو الآجر على سبيل المثال.

## معرض صور

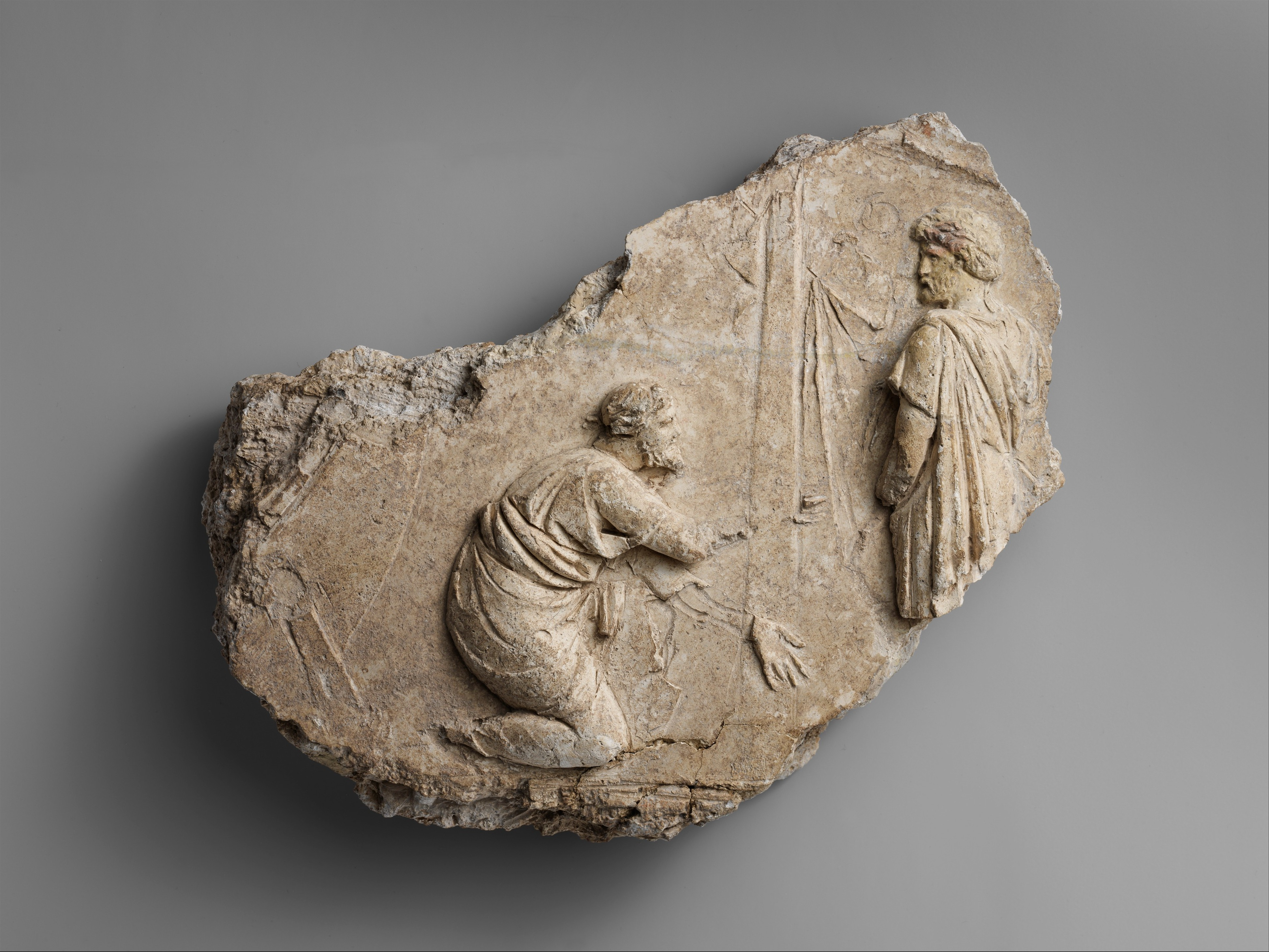
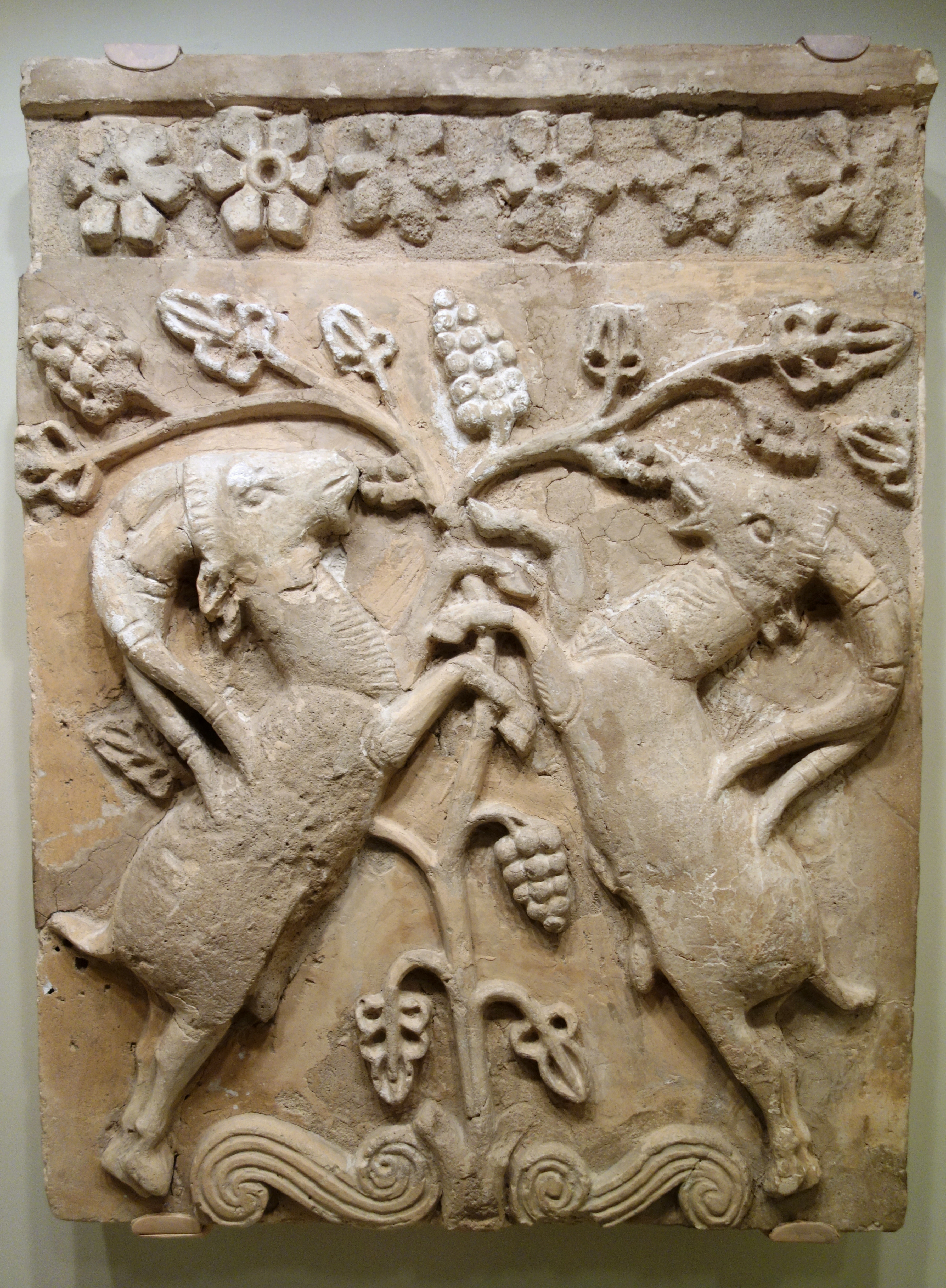
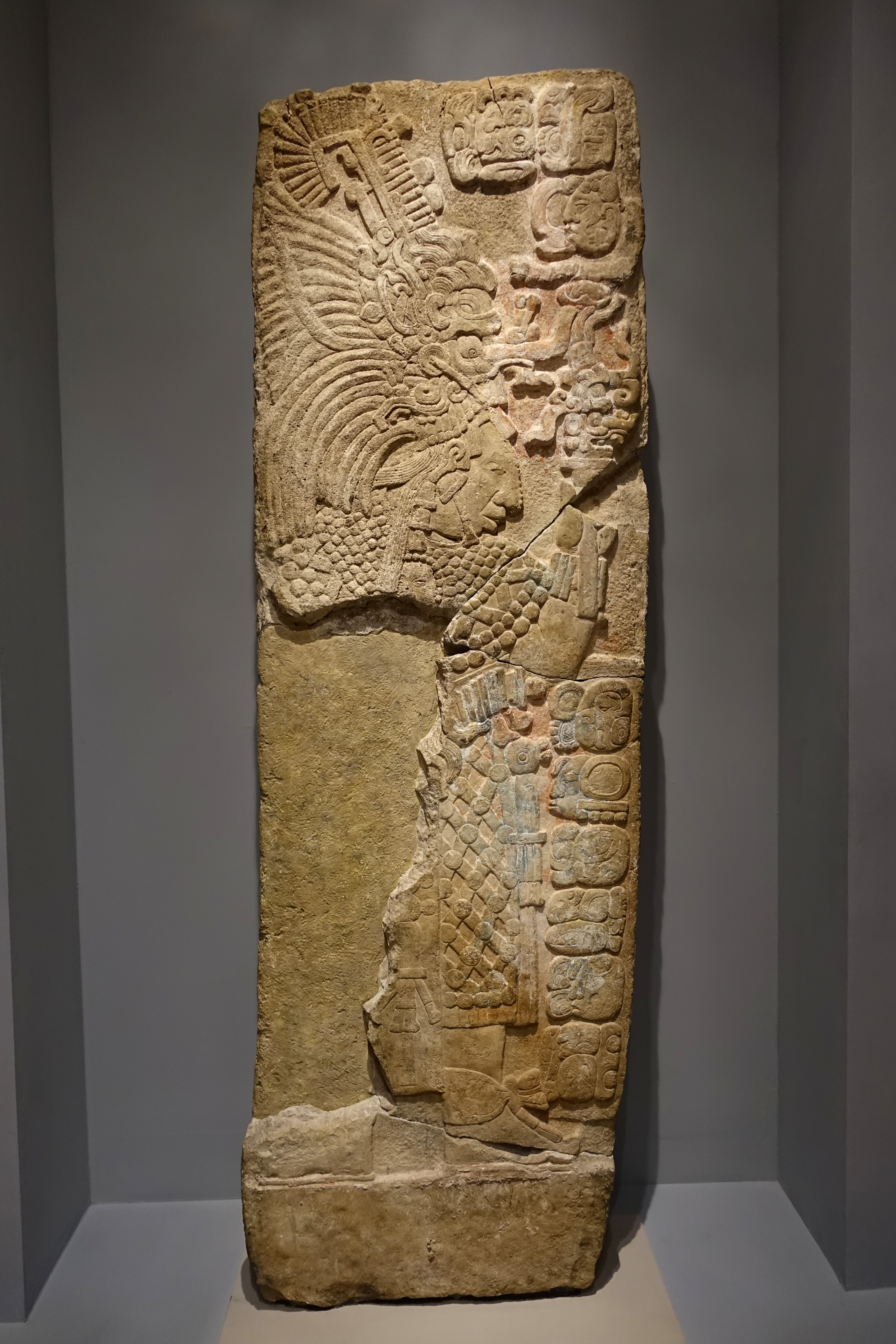